# Grielum sinuatum
Grielum sinuatum là một loài thực vật có hoa trong họ Neuradaceae. Loài này được Licht. ex Burch. mô tả khoa học đầu tiên năm 1822.